# یواس‌اس اینکا (آی‌دی-۳۲۱۹)
یواس‌اس اینکا (آی‌دی-۳۲۱۹) (به انگلیسی: USS Inca (ID-3219)) یک کشتی بود که طول آن 101' بود. این کشتی در سال ۱۸۷۹ ساخته شد.